# Argyrothemis argentea
Argyrothemis argentea е вид водно конче от семейство Libellulidae. Видът не е застрашен от изчезване.

## Разпространение
Разпространен е в Бразилия, Венецуела, Гвиана, Перу и Френска Гвиана.